# Parallorhogas boninus
Parallorhogas boninus är en stekelart som beskrevs av Sergey A. Belokobylskij och Maeto 2006. Parallorhogas boninus ingår i släktet Parallorhogas och familjen bracksteklar. Inga underarter finns listade i Catalogue of Life.